# بهادر شاستری
لعل بهادر شاستری (زاده ۲ اکتبر ۱۹۰۴ – درگذشته ۱۱ ژانویه ۱۹۶۶) دومین نخست‌وزیر جمهوری هند و رهبر کنگره ملی هند بود.
شاستری به‌عنوانِ نخست‌وزیر، سیاستهای سوسیالیستی لعل نهرو را ادامه داد و در هنگام جنگ هند و پاکستان در سال ۱۹۶۵ به قهرمانی ملی بدل شد.
شعار وی با عنوان "Jai Jawan Jai Kisan" یا "درود بر سرباز و درود بر کشاورز" در طیِ جنگِ ۱۹۶۵ بسیار معروف شد و حتی تا به امروز هم در یادها باقی‌مانده است.